# Museo Egizio

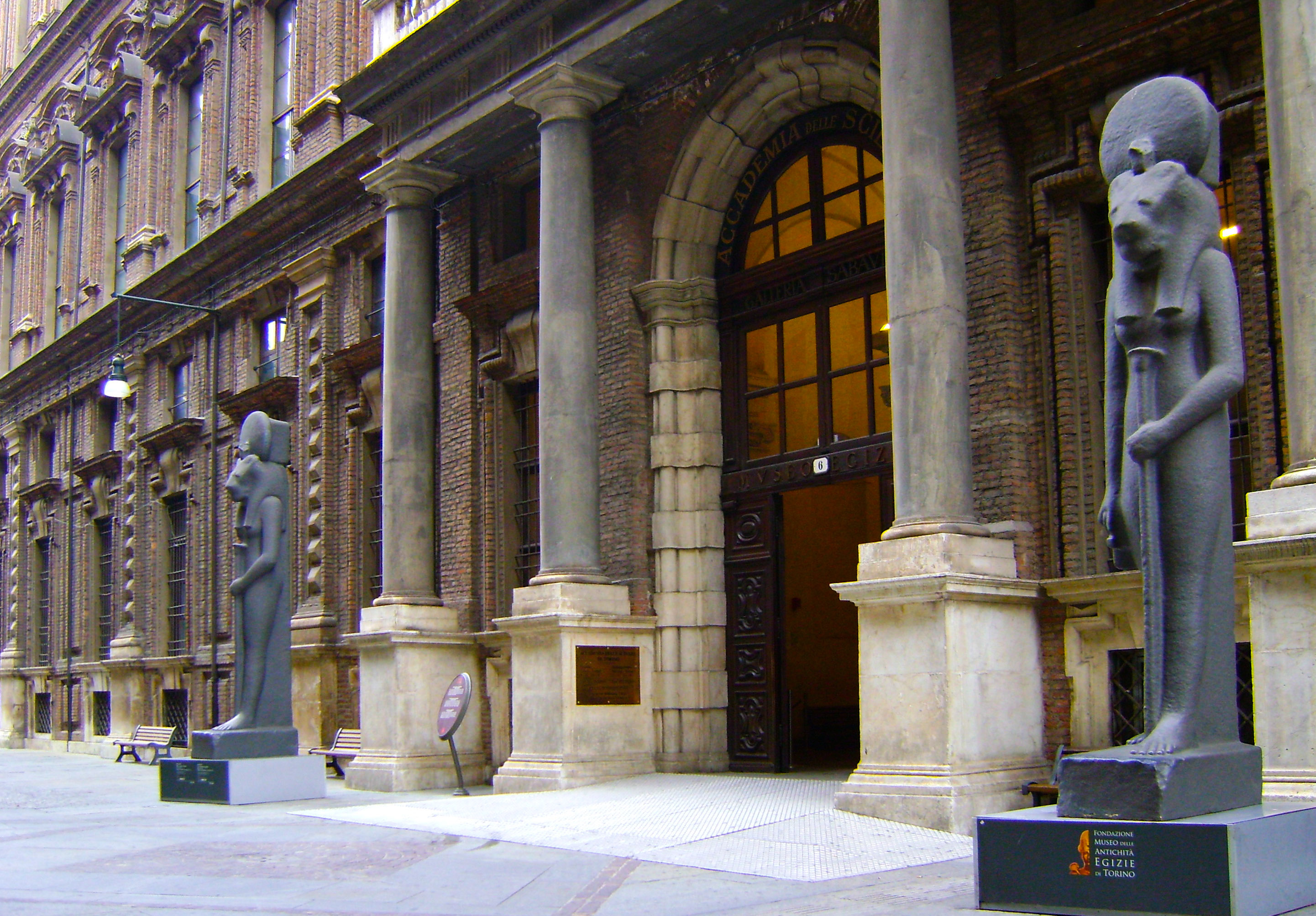
Museo Egizio, Haupteingang

Das Museo Egizio (Ägyptisches Museum) in Turin (italienisch Museo delle antichità egizie di Torino / Museum für Ägyptische Altertümer zu Turin) ist ein Museum, das sich ausschließlich mit Ägyptologie befasst. Die Sammlung umfasst 32.500 Artefakte, von denen etwa 6.500 ausgestellt sind. Damit steht es an neunter Stelle der großen Sammlungen ägyptischer antiker Werke.

## Geschichte
Das Museo Egizio in der Via Accademia delle Scienze Nr. 6 ist mit fast 200 Jahren das älteste seiner Art in Italien und gilt als eine der bedeutendsten Sammlungen altägyptischer Kunst und Kultur außerhalb von Kairo. Gegründet wurde es 1824.
Nach fünf Jahren Umbauzeit ohne Öffnungsunterbrechung und von der Stadt Turin investierten Kosten von 50 Millionen Euro wurde das Museum zum geplanten Termin am 1. April 2015 wieder eröffnet.
In dem Gebäude des Museums hat auch die Accademia delle Scienze di Torino ihren Sitz.
Direktoren
- 1894–1928: Ernesto Schiaparelli
- 1964–1984: Silvio Curto
- 1984–2004: Anna Maria Donadoni Roveri
- 2005–2014: Eleni Vassilika
- seit April 2014: Christian Greco[3]

## Sammlung
Die Sammlung geht unter anderem auf die Zukäufe von Karl Felix, König von Sardinien-Piemont, zurück. Dieser erwarb im Jahr 1824 5.268 Artefakte, darunter 100 Statuen und 170 Papyri. Weitere Stücke wurden von Konsul Bernardino Drovetti, einem französischen Sammler altägyptischer Kunst, angekauft. Der Bestand des Museums wurde durch Schiaparellis Grabungstätigkeiten erheblich erweitert.
Das Ägyptische Museum besitzt eine bedeutende Papyrussammlung. In dieser befinden sich eine Karte von Goldminen, der erotische Turiner Papyrus und vor allem der Königspapyrus Turin, welches das Museum im Jahr 1824 erwarb. Forschungsgeschichtlich hat auch der Totenbuch-Papyrus Turin 1791 (Totenbuch des Iu-ef-anch) eine enorme Bedeutung, weil Karl Richard Lepsius diesen besonders vollständigen Papyrus seiner Erstausgabe des Totenbuches zu Grunde legte. Weitere Höhepunkte der Sammlung sind die komplette Grabausstattung des Architekten Cha und seiner Frau Merit aus der 18. Dynastie, zahlreiche Funde aus den Gaufürstengräbern von Qau el-Kebir (12. Dynastie), zahlreiche Funde aus dem Tal der Königinnen und Bruchstücke eines Schreines des Djoser aus Heliopolis.
Ein Umbau ermöglichte 2012 eine Ausstellung mit 300 Leihgaben aus Turin im Historischen Museum der Pfalz in Speyer. Seither liegen Informationen zu den wichtigsten Exponaten auch in einem deutschsprachigen Katalog vor.

## Abbildungen

Sarkophagdeckel des Ibi
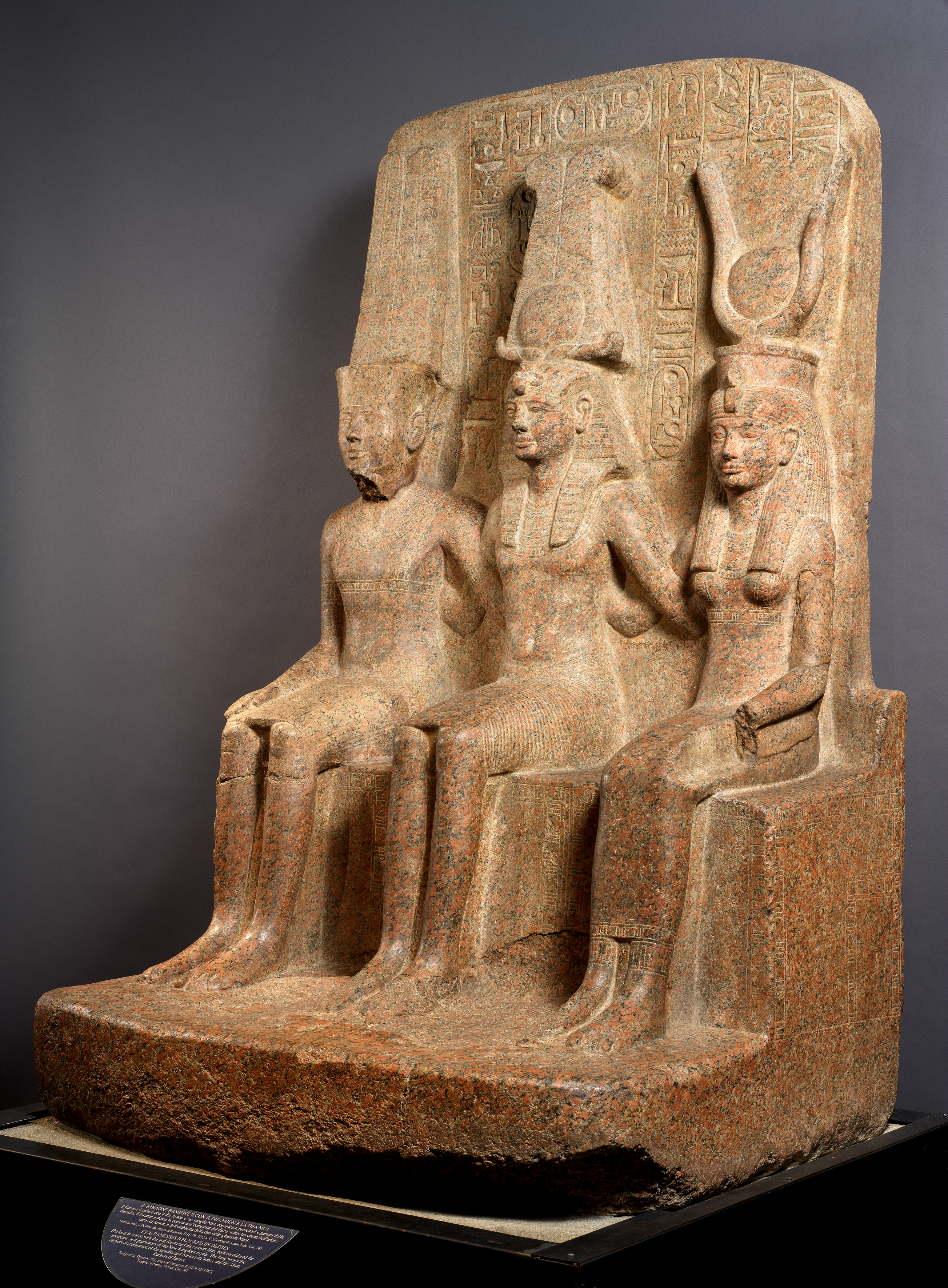
Standbild Ramses II., Amun und Hathor
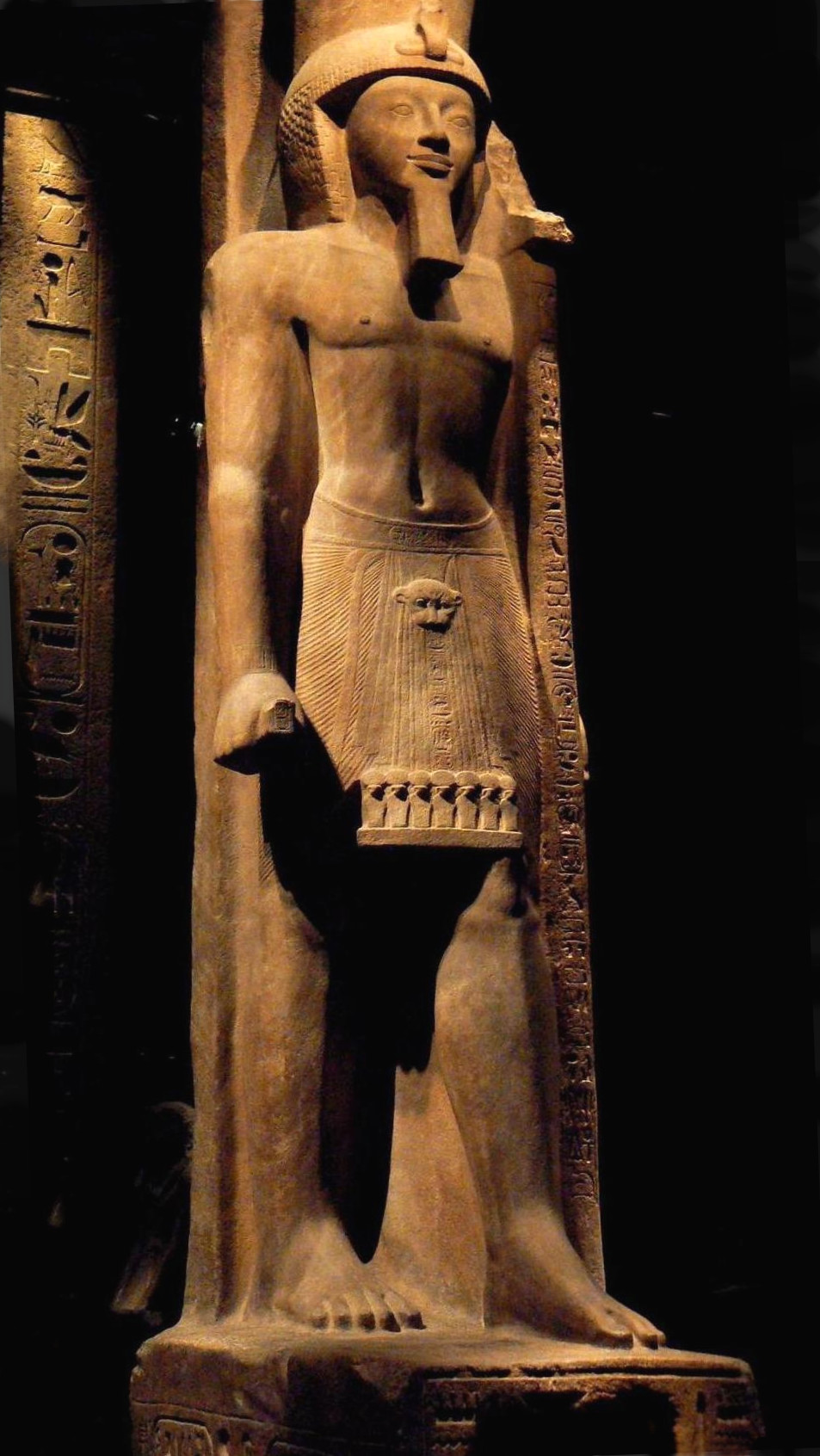
Standbild Sethos II.
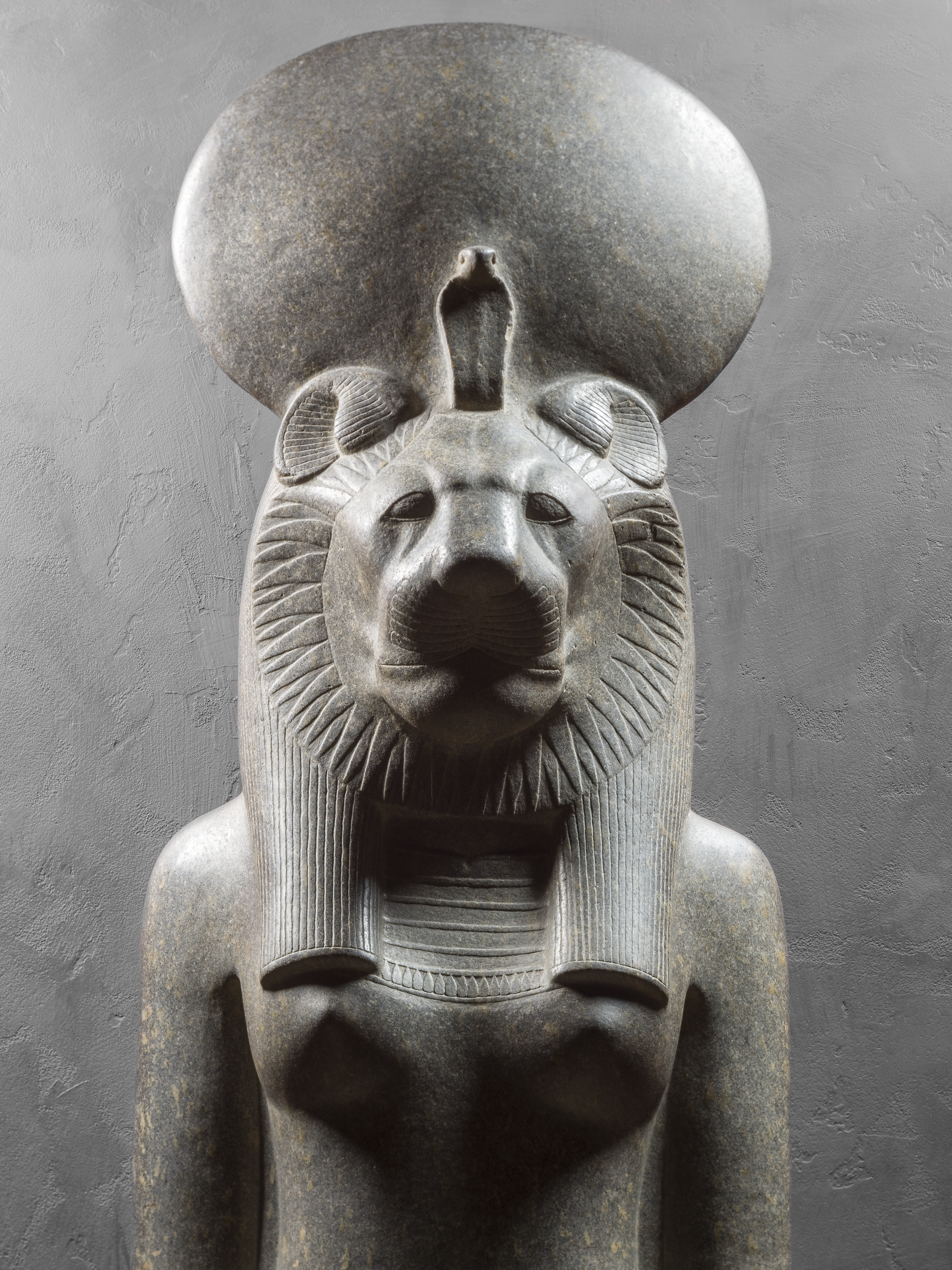
Standbild der Sachmet
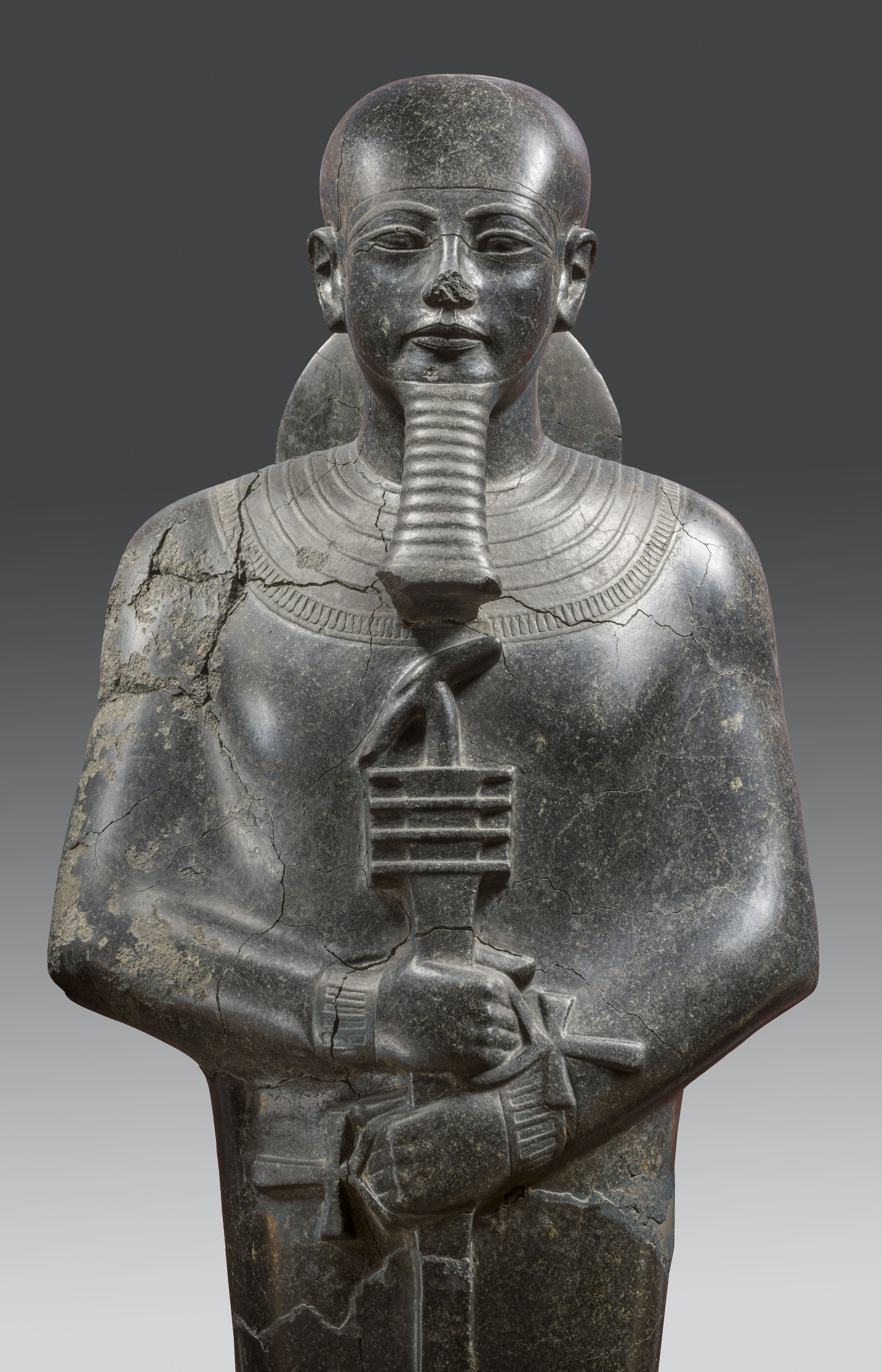
Standbild des Ptah
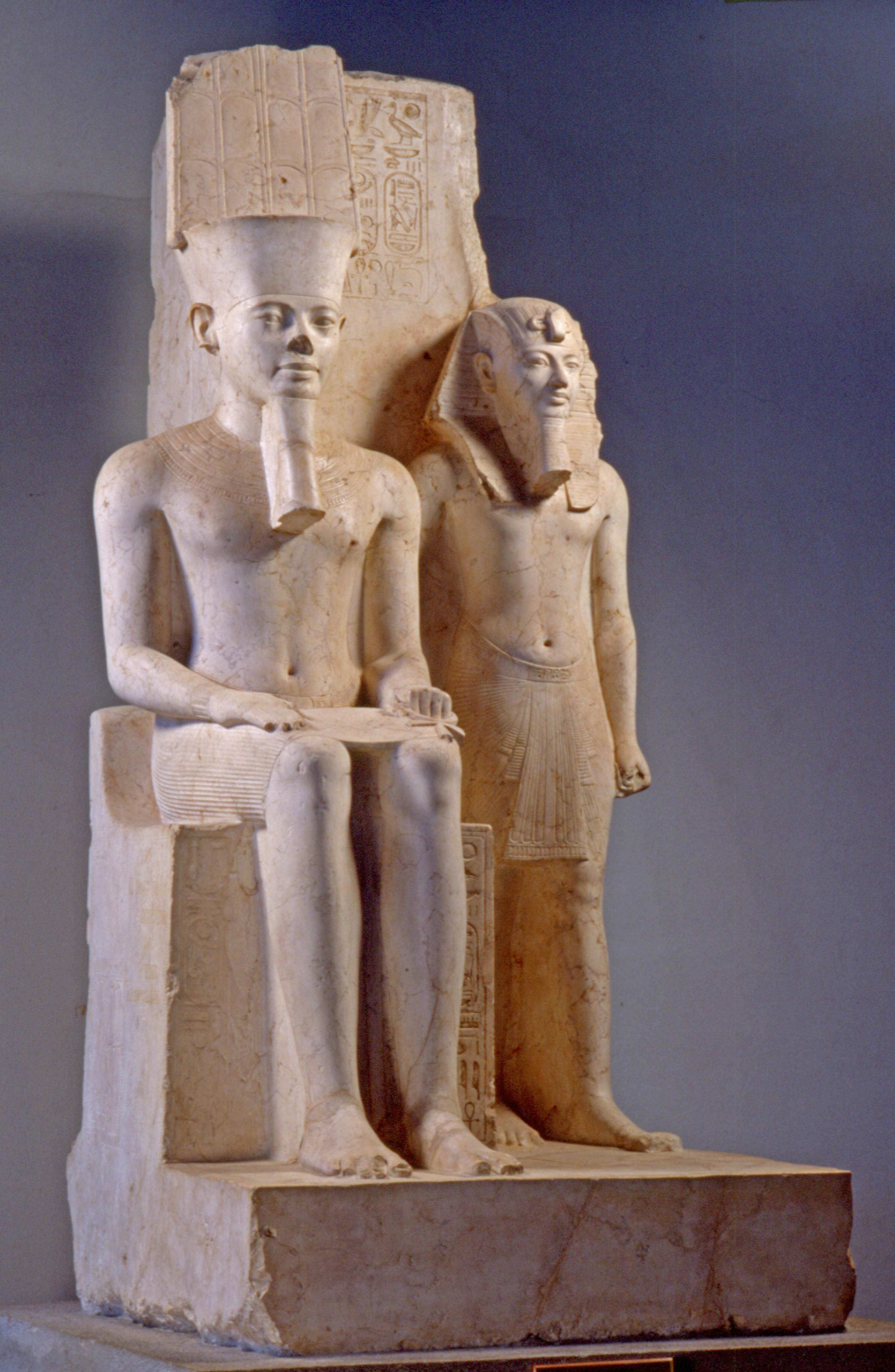
Standbild des Haremhab und Amun
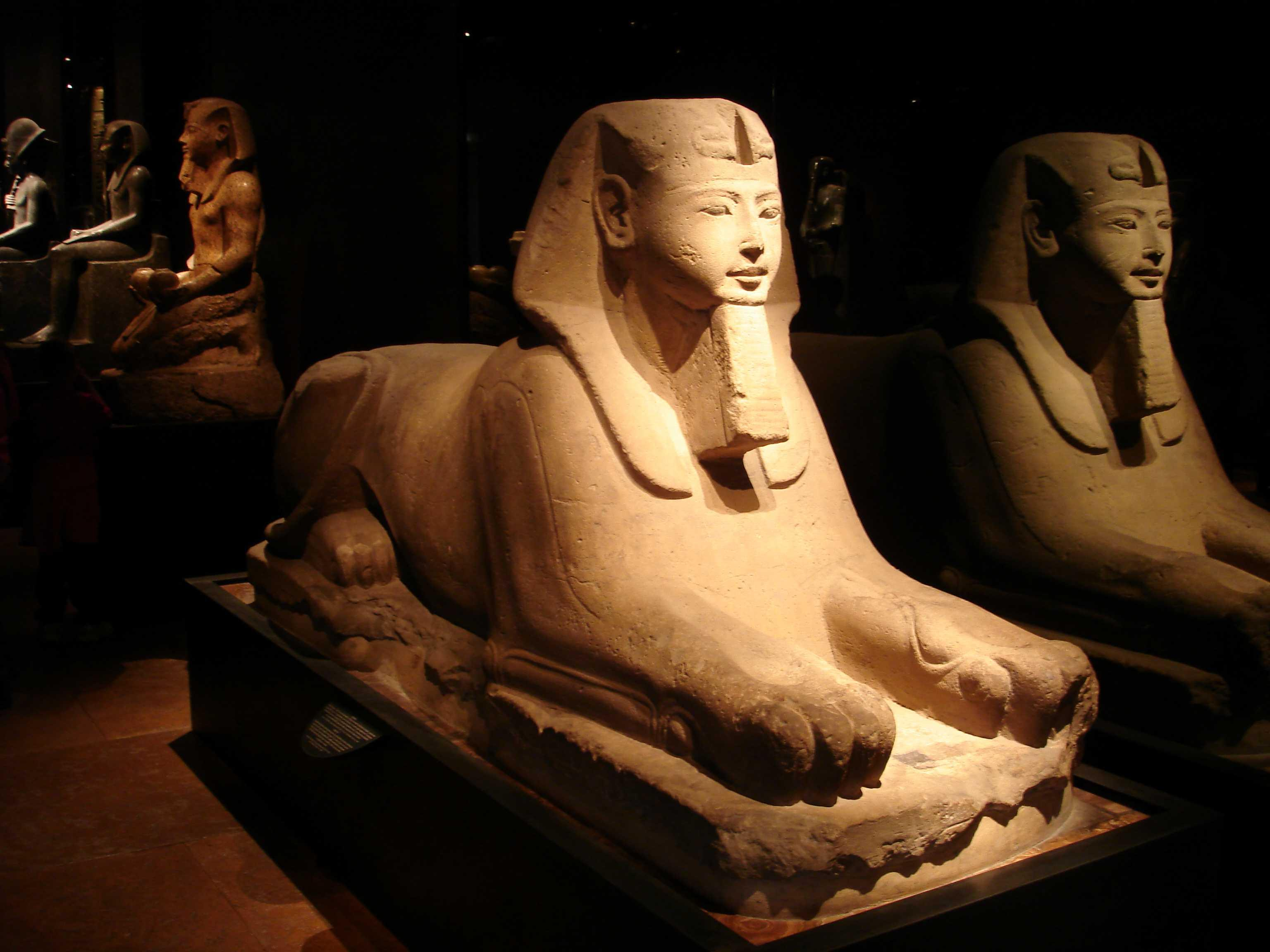
Sphinx
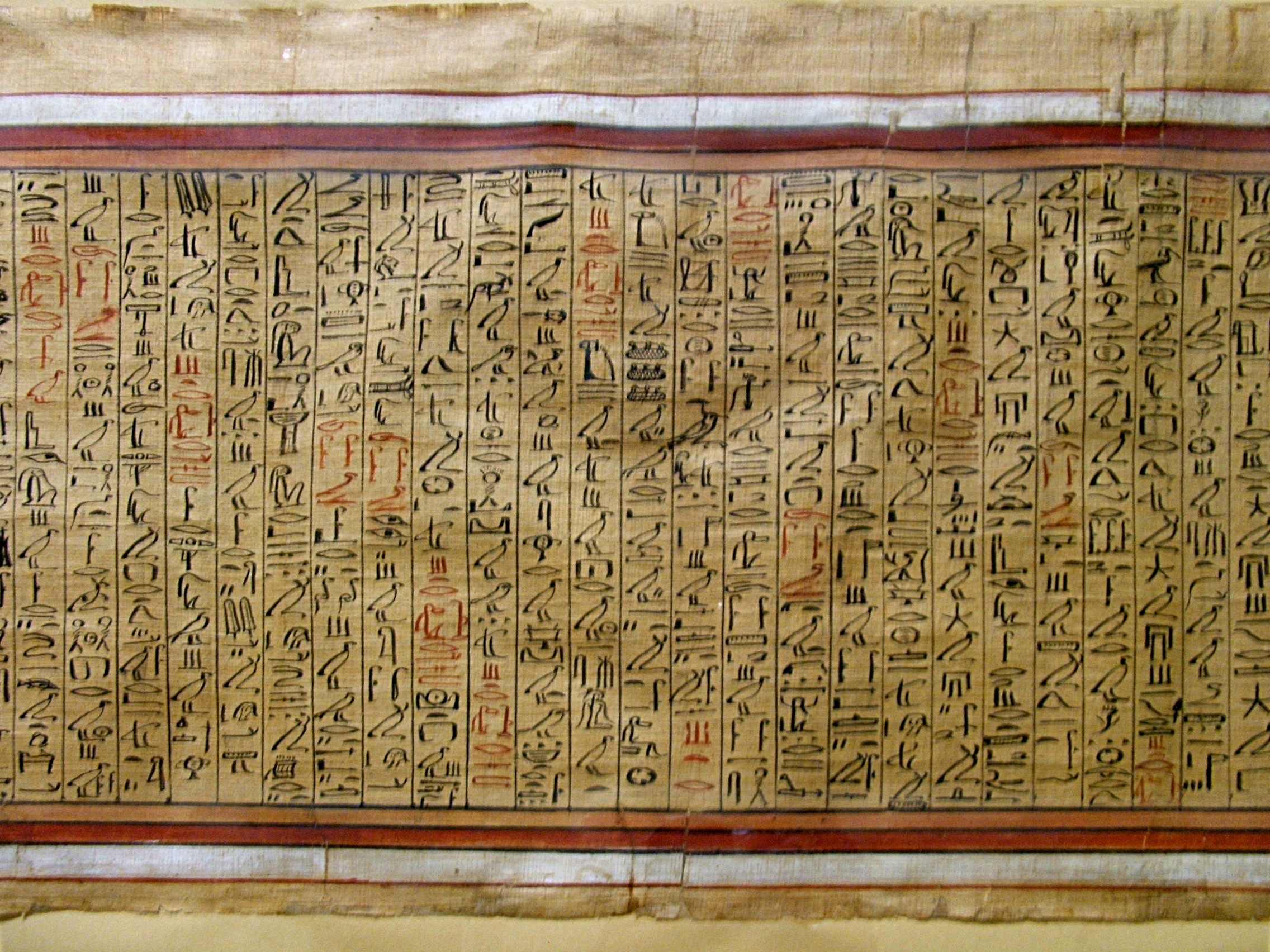
Totenbuch-Papyrus des Cha und der Merit
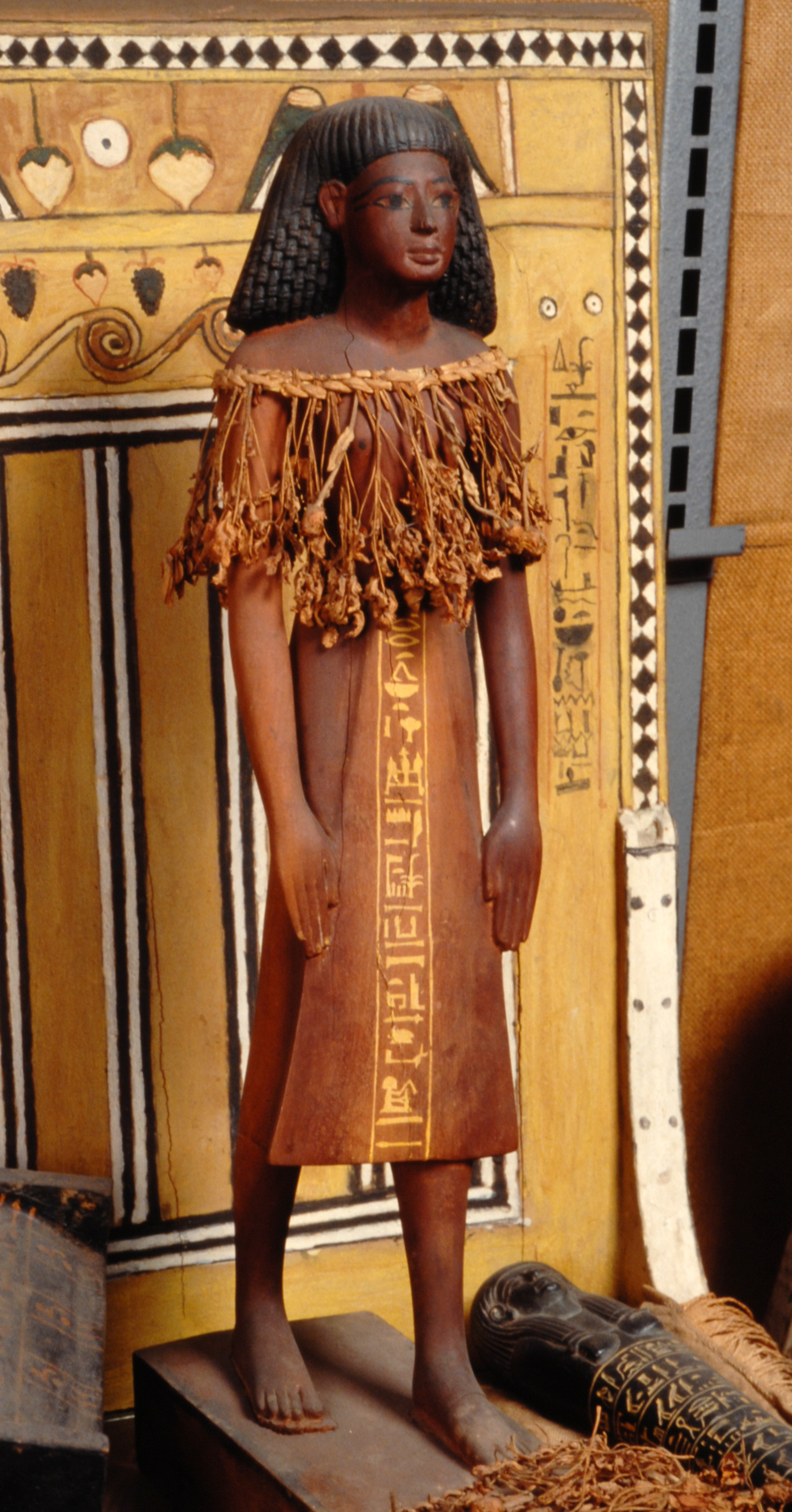
Standbild des Cha
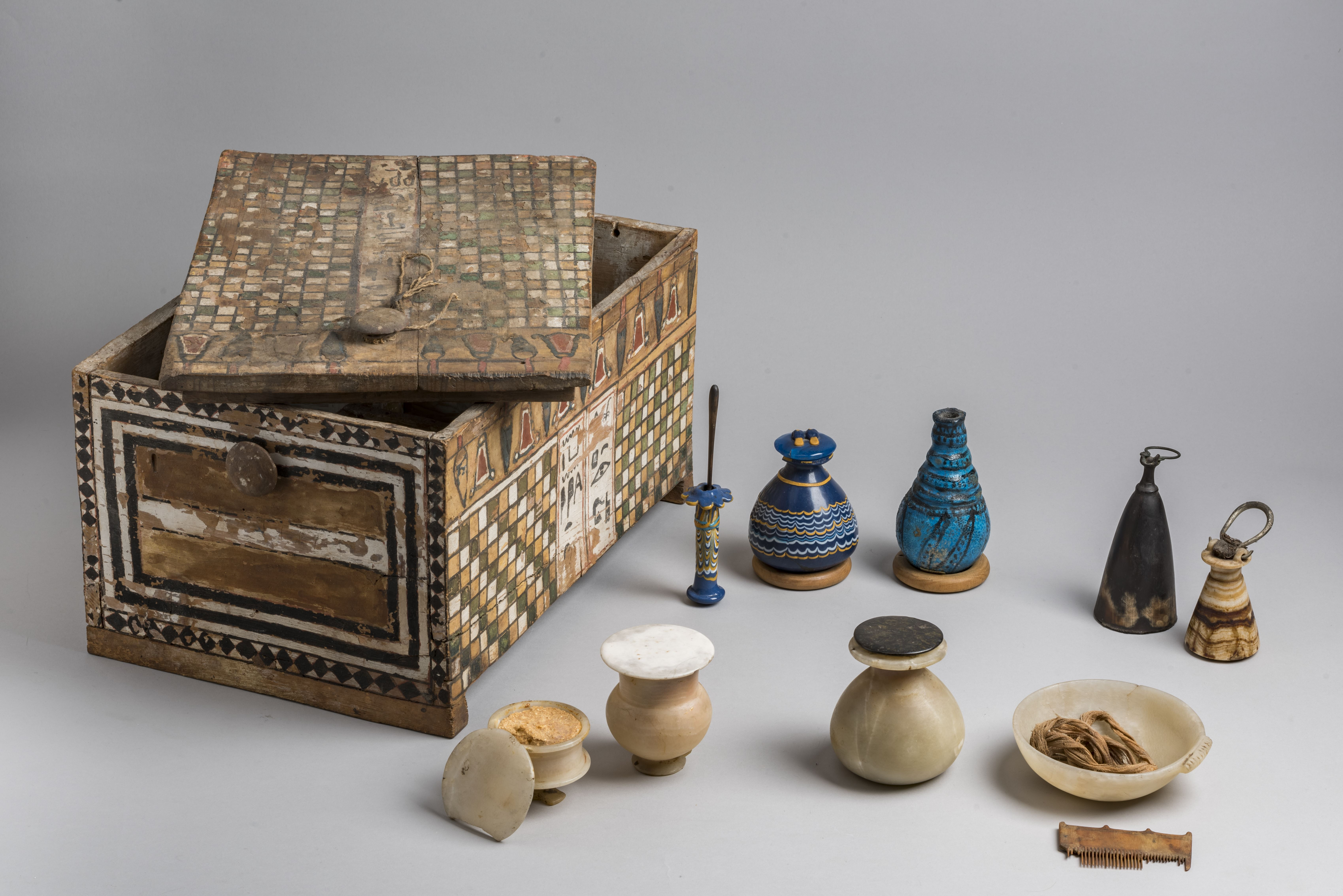
Beigaben aus dem Grab des Cha (TT8) und seiner Gattin Merit
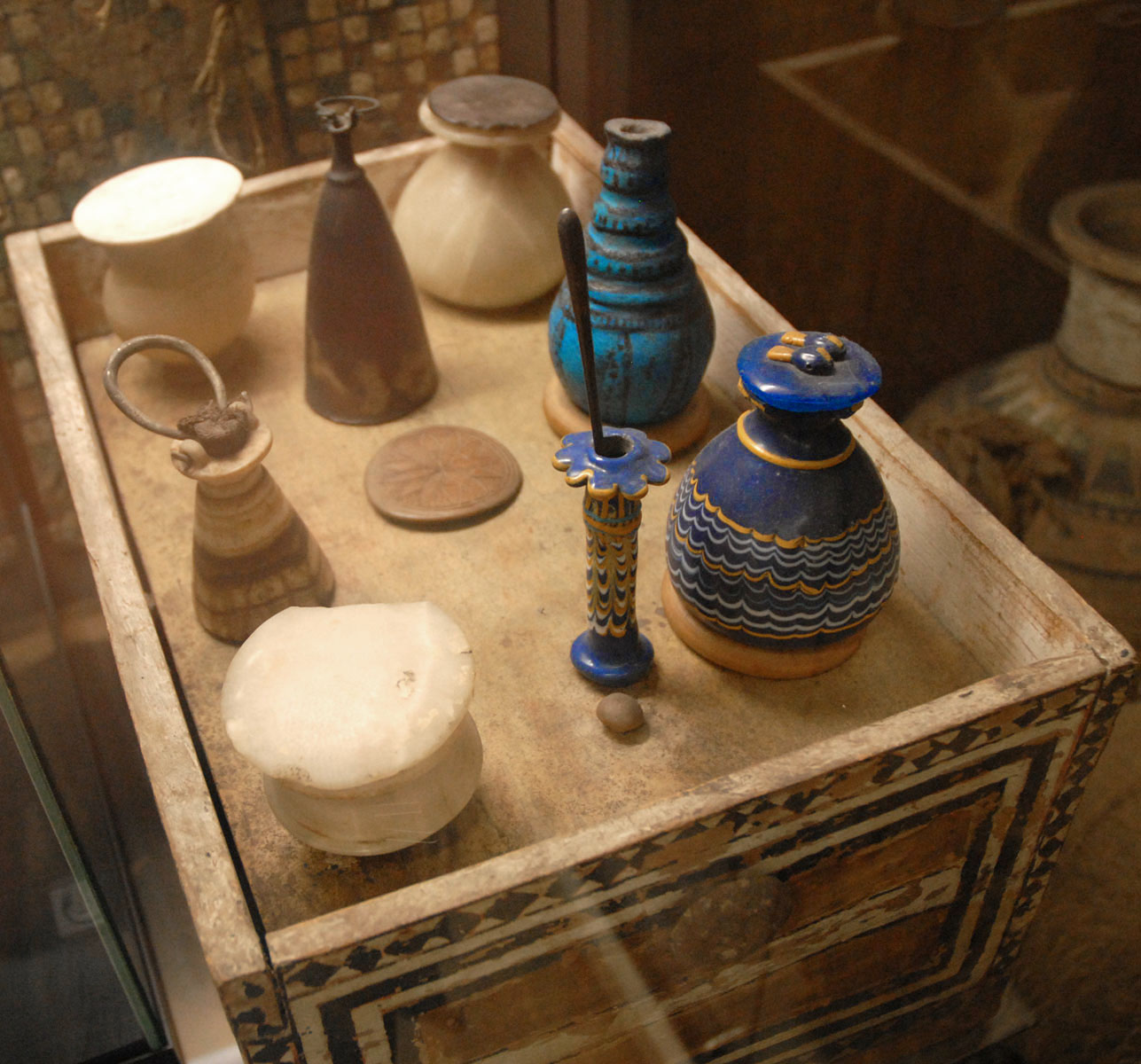
Grabbeigaben der Merit aus TT8
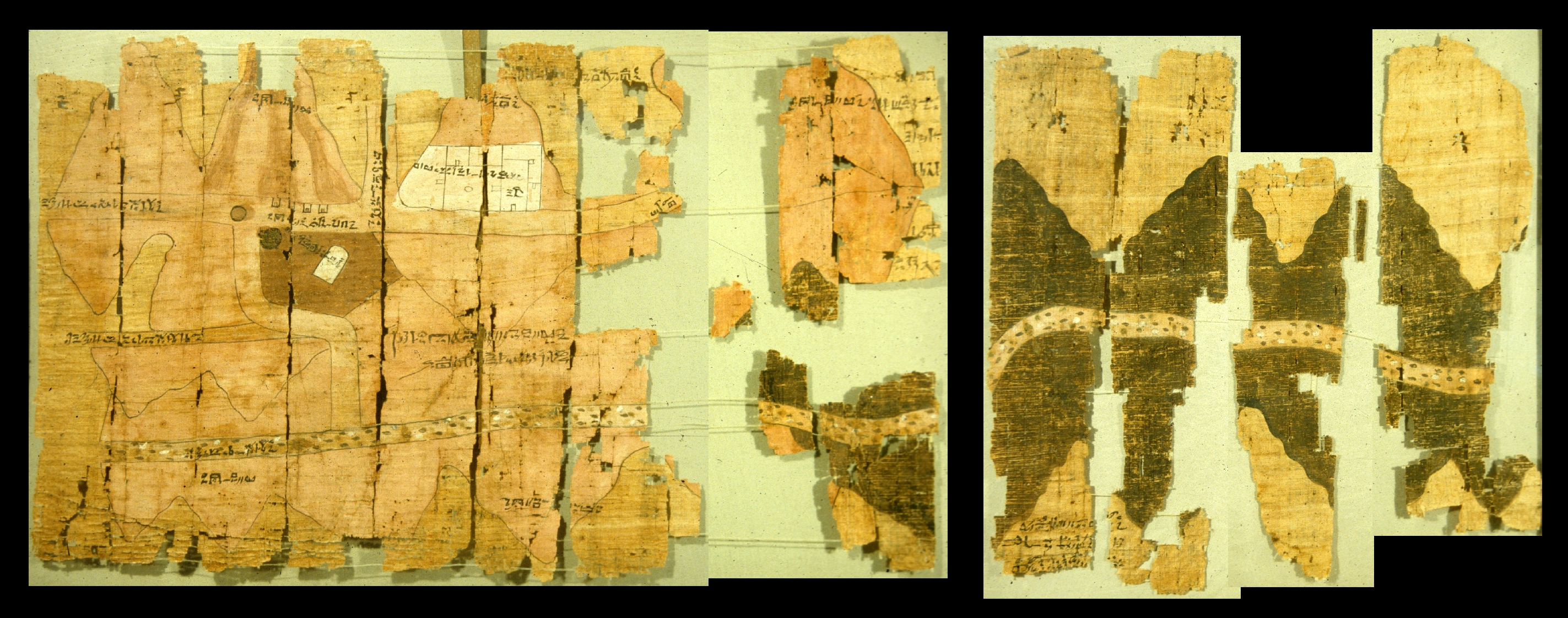
Turiner Lagerstätten-Papyrus
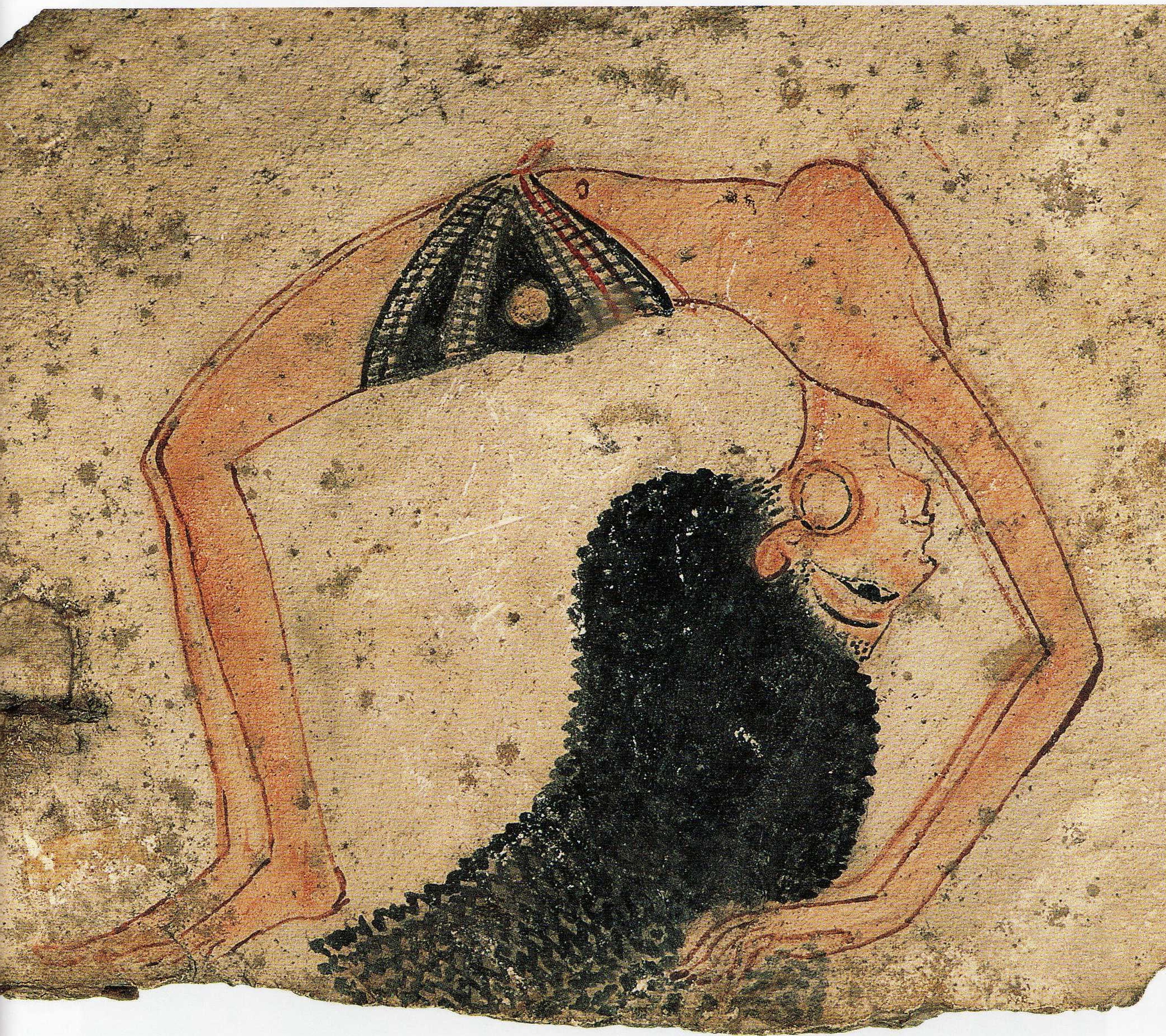
Darstellung einer ägyptischen Tänzerin
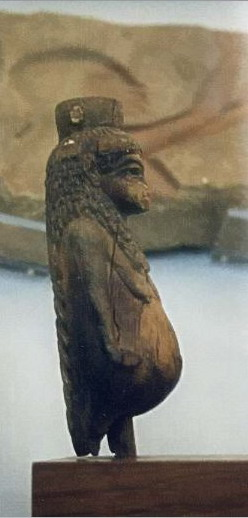
Königin Teje als Göttin Toeris
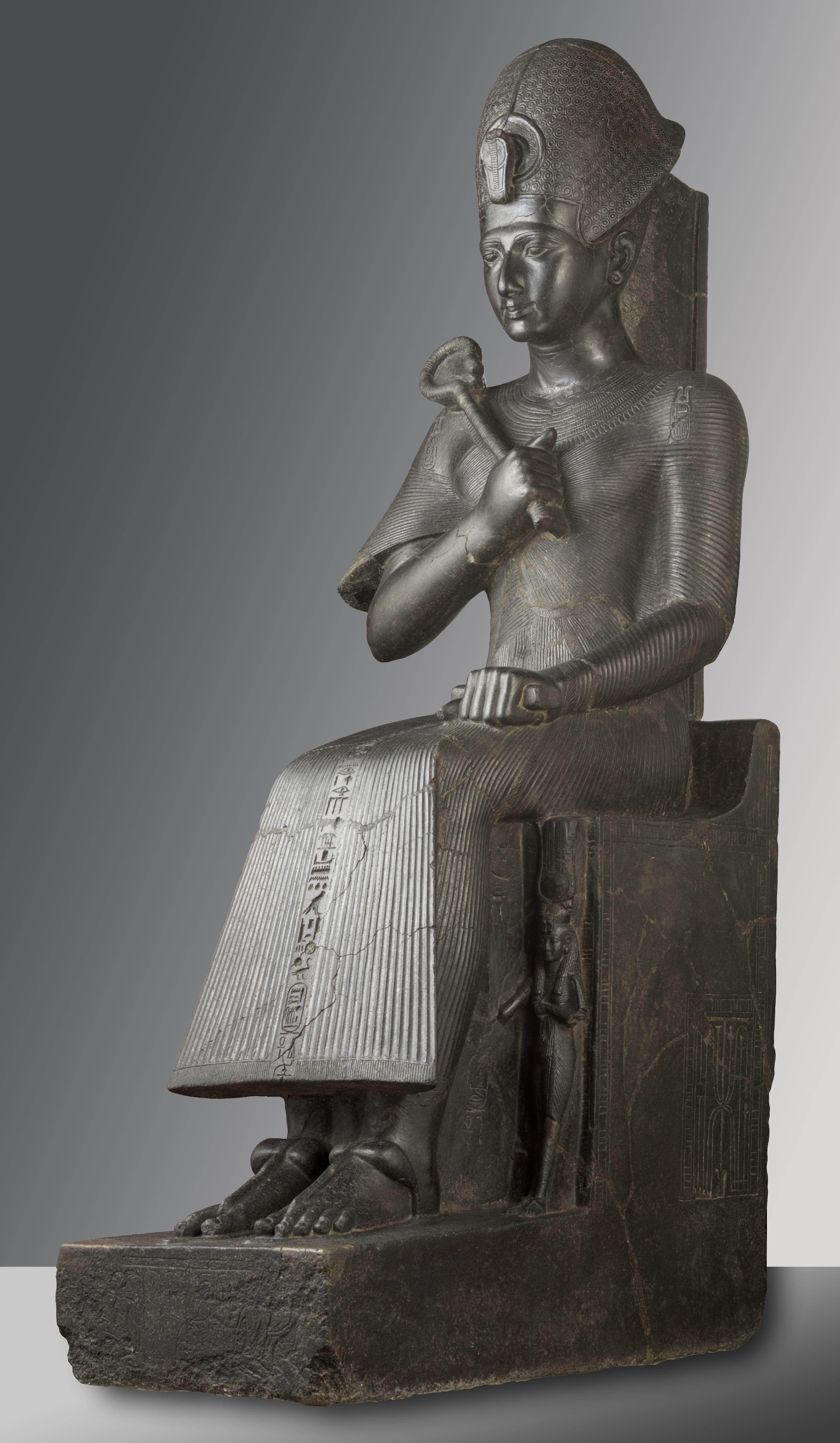
Sitzstatue Ramses II.